# Yoshida Saki
Yoshida Saki –en japonés, 吉田 早希, Saki Yoshida– (20 de febrero de 1975) es una deportista japonesa que compitió en judo. Ganó tres medallas en el Campeonato Asiático de Judo entre los años 1996 y 1999.

## Palmarés internacional
| Campeonato Asiático | Campeonato Asiático          | Campeonato Asiático | Campeonato Asiático |
| Año                 | Lugar                        | Medalla             | Categoría           |
| ------------------- | ---------------------------- | ------------------- | ------------------- |
| 1996                | Ciudad Ho Chi Minh (Vietnam) | Medalla de oro      | –72 kg              |
| 1997                | Manila (Filipinas)           | Medalla de bronce   | –72 kg              |
| 1999                | Wenzhou (China)              | Medalla de bronce   | –70 kg              |